# غدا تبدأ الحياة (مسلسل)
غدا تبدأ الحياة. مسلسل كويتي، من إخراج محمد السيد عيسى، وتأليف نادر خليفة.

## الممثلون
- حياة الفهد، بدور «فاطمة»
- غانم الصالح
- سعاد عبد الله، بدور «سعاد»
- خالد العبيد، بدور «سعد»
- طيبة الفرج، بدور «مریم»
- إبراهيم الحربي، بدور «أحمد»
- علي البريكي، بدور «حمود»
- استقلال أحمد، بدور «منى»
- عبد الإمام عبد الله، بدور «حسن»
- محمد المنيع، بدور «عبد العزيز»
- كاظم القلاف
- داود حسين، بدور «موسى»
- ميعاد عواد، بدور «سامية»
- هدى حمادة
- جاسم الصالح
- أسد محمود
- رأفت جادو
- نوال عبد الرحمن
- إبراهيم عبد الله
- سكينة حسين، بدور «ولاء»
- محمد حسن، بدور «خليل»
- سامي الوكيل
- إسماعيل الشريف
- يسرية المغربي
- أحمد إسماعيل
- نادر عبد الزهراء
- كرستينا هانت
- كرستينا دورثي
- جينس بارلي
- جورجيت بنهان
- قحطان القحطاني، بدور «سالم»
- نسيمة طعمة

## وصلات خارجية
- غدا تبدأ الحياة (مسلسل) في قاعدة بيانات الأفلام العربية